# Mardalsfossen
Mardalsfossen (også Søndre Mardalsfossen, Søre Mardalsfossen og Østre Mardalsfossen) er et vandfald ved sydenden af Eikesdalsvatnet i Nesset kommune i Romsdal i fylket Møre og Romsdal i Norge. Vandfaldet er en del af elven Mardøla, (også kaldt Søndre Mardøla og Østre Mardøla) i det den falder 705 meter ned mod Mardalen ved sydenden af Eikesdalsvatnet i bygden Eikesdal.
Vandfaldet får vand fra Mardalstjønna (der nu er reguleret), som ligger lige over vandfaldets top på 945 moh. og består af to store fald. Begge faldene har frit fald og det øverste er det højeste; det ender i en del mindre kaskadefald ved bunden.
Der går bilvej frem til en parkeringsplads nedenfor fossen, med udsigtsplads og information om vandfaldet og området. Fra parkeringspladsen er der 30–45 minutters let gang op til fossen.
Mardøla er reguleret til udnyttelse af vandkraft i Grytten kraftverk, men fra 20. juni til 20. august lukkes der, på grund af turismen, tre kubikmeter vand ud i sekundet hele døgnet. Resten av året ledes vandet til vandmagasinerne Grøttavatnet og Mongevatnet.
Mardalsfossen kom i fokus i 1970, under Mardøla-aktionen, hvor filosoffen Arne Næss sammen med omkring 300 andre, lænkede sig til klipperne som protest mod reguleringen af vandfaldet.

## Uenighed om højde
Vandfaldet er ofte fejlagtigt blevet regnet for at have det højeste fald i Norge, og højden 298 meter er blevet brugt. Kilderne er derimod uenige om tallene.
SSBs Statistiske årbog fra 2007 lister Søndre Mardalsfoss som Norges næst højeste vandfald med 705 meter, og sjette højeste lodrette vandfald med 250 meter. Vandfaldsdatabasen world-waterfalls.com regner vandfaldet til 645 meter, og det højeste fald til 345 meter.